# Rato-cipriota
O rato-cipriota (Mus cypriacus) é um rato que tem a cabeça, orelhas, olhos e dentes maiores do que as demais espécies catalogadas até 2006. Tal espécie de rato foi descoberta por Thomas Cucchi, um cientista francês da Universidade de Durham quando estava estudando as arcadas de ratos da Idade da Pedra.
É endêmica do Chipre.